# Бартель, Данило
Данило Бартель (нем. Danilo Barthel; 24 октября 1991, Гейдельберг, Германия) — немецкий бывший профессиональный баскетболист.

## Карьера
Профессиональную карьеру Бартель начал в баскетбольном клубе «Гейдельберг» в 2008. 23 июня 2011 перешел в «Скайлайнерс» из Франкфурта-на-Майне.
В сезоне 2013–14 сыграл 34 игры в Бундеслиге, набирая в среднем 11.3 очков, 4.9 подходов и 1.4 передач за 28.1 минуту на игру. В этом же сезоне был признан самым прогрессирующим игроком Бундеслиги.
Играя за «Скайлайнерс» стал обладателем кубка Европы ФИБА 2015/2016, обыграв в финале «Варезе».
6 июля 2016 подписал двухлетний контракт с «Баварией». 17 июля 2018, Бартель впервые стал чемпионом Бундеслиги, одолев в финале «Альбу Берлин» 3–2 по сумме игр. Бартель был признан самым ценным игроком финала в решающей пятой игре. На протяжении пяти финальных игр, он набирал в среднемd 12.8 очков, 4.6 подбора, попадая 70.8% с игры.
13 июля 2020 Бартель подписал контракт с турецким клубом «Фенербахче». 20 июня 2022 года Бартель покинул клуб.
20 августа 2023 года Бартель объявил о завершении карьеры из-за хронической травмы колена. 

## Сборная Германии
27 июля 2014 года, Бартель совершил дебют за сборную Германии против сборную Финляндии.

## Достижения
- Обладатель Кубка Европы ФИБА: 2015/2016
- Чемпион Германии: 2017/2018